# Isabel de Sabran
Isabel de Sabran (França, 1297 - Catània, Sicília, 7 de maig de 1315) fou infanta de Mallorca, baronessa de Matagrifó, senyora d'Arta i de Clarença i princesa titular d'Acaia.
Pertanyia a la família Villehardouin, que assolí governar el Principat d'Acaia, un dels estats croats presos a l'Imperi Romà d'Orient, en el marc de la Quarta Croada. Era filla d'Isnard de Sabran, senyor d'Ansouis (m. 1297) i de Margarida de Villehardouin, senyora de Matagrifó i de Katochi (1266-1315), filla de Guillem II d'Acaia i germana menor de la princesa Isabel I d'Acaia.
L'any 1307, la princesa Isabel va ser desposseïda del Principat d'Acaia per Carles II d'Anjou, que en va traspassar el domini al seu fill Felip I de Tàrent. Fins a quatre pretendents pensaven tenir drets sobre el principat: Isabel de Sabran i Matilda d'Hainaut (netes de Guillem II de Villehardoin), Joan I Orsini (fillastre de Margarida de Villehardouin) i el rei Robert I de Nàpols.

Margarida reclamà sense èxit els seus drets sobre el principat després que la seva germana els perdés i traspassà els seus drets a la seva filla el 1313. Va cercar el recolzament del Regne de Nàpols, on buscava un gendre que pogués defensar les seves aspiracions. Finalment, acordà el matrimoni amb la reina Sança de Mallorca, sense el consentiment del seu marit, el rei de Nàpols i part interessada pels drets del Principat d'Acaia. Malgrat comptar amb el recolzament del rei Frederic II de Sicília, aquestes noces provocaren el rebuig dels cavallers francesos de Morea, que maleïren Margarida de Villehardouin:
| « | Tu dedisti filiam tuam catalanis; mala fortuna erit tibi. | Tu donares la teva filla als catalans; la mala fortuna serà amb tu. | » |

Isabel de Sabran es va casar a Messina amb Ferran de Mallorca, fill de Jaume II de Mallorca i d'Esclarmonda de Foix el febrer de 1314. En el context de les noces, Ramon Muntaner la descrivia amb les següents paraules:
| «                         | La pus bella creatura de catorze anys que anc hom pogués veer, e la pus blanca, e la pus rossa e ab la mellor color; e fo la pus sàvia, dels dies d'on era, que anc donzella fos e'l món. | » |
| — Ramon Muntaner, Crònica | |   |

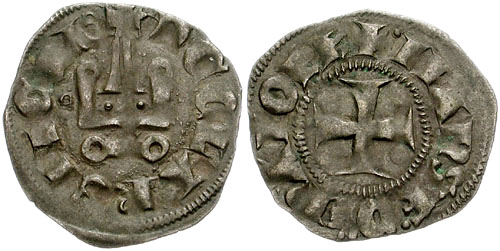
Diner d'Acaia de Ferran de Mallorca, 1315-1316.

Isabel i Ferran foren els pares del futur Jaume III de Mallorca, nascut el 1315. Ambdós moriren poc després, Isabel, a conseqüència del part, el 7 de maig de 1315, i Ferran el 5 de juliol de 1316. L'infant fou immediatament traslladat a Perpinyà per part del propi Ramon Muntaner, on fou tutelat per la seva àvia la reina vídua de Mallorca Esclarmonda de Foix i els reis Sanç I de Mallorca i Maria de Nàpols que el feren hereu de la Corona de Mallorca.
Després de la mort d'Isabel, Ferran de Mallorca intentà fer valer els drets en nom del seu fill Jaume, hereu d'Isabel, i inicià una guerra per la conquesta del Principat d'Acaia contra Matilda d'Hainaut. Tot i alguns èxits inicials, Ferran trobà la mort durant el conflicte. L'existència de monedes d'Acaia a nom de Ferran i Jaume testimonia aquest episodi històric.